# Dice Tsutsumi
Daisuke „Dice“ Tsutsumi (jap. 堤 大介, Tsutsumi Daisuke; * 6. November 1974 in der Präfektur Tokio, Japan) ist ein japanisch-US-amerikanischer Animator und Illustrator aus San Francisco, Kalifornien. Er ist ein ehemaliger Artdirector der Pixar Animation Studios.

## Leben
Daisuke Tsutsumi wuchs in Tokio auf und zog 1993 nach New York City, um an der School of Visual Arts zu studieren. Nach seinem Abschluss 1998 arbeitete er als Illustrator für Lucas Learning. Von 2000 bis 2010 arbeitete er für die Blue Sky Studios. Anschließend begann er bei Pixar zu arbeiten. Am 14. Juli 2014 verließ er zusammen mit Robert Kondo Pixar und gründete Tonko House. Für den Kurzfilm The Dam Keeper wurde er bei der Oscarverleihung 2015 zusammen mit Kondo für den Besten animierten Kurzfilm nominiert.
Neben seiner Arbeit für die Filmindustrie veröffentlichte er zwei Comics in der Blue-Sky-Studios-Anthologie Out of Picture und deren Fortsetzung. Er zeichnet außerdem Ölbilder, die auf diversen Ausstellungen gezeigt wurden.
Er ist mit der Nichte von Anime-Regisseur Hayao Miyazaki verheiratet.

## Werke
- Noche Y Dia in: Out of Picture Volume 1: Art from the Outside Looking In. Villard 2007. ISBN 978-0-345-49872-4
- The Dream of Kyosuke in: Out of Picture Volume 2: Art from the Outside Looking In. Villard 2008. ISBN 978-0-345-49873-1
- I Can Hear. Kinderbuch. Japan 2009.

## Filmografie (Auswahl)
- 2002: Ice Age – Eine coole Bescherung (Ice Age) (Zeichner)
- 2002: Scrats neue Abenteuer (Gone Nutty) (Art Departement)
- 2005: Robots (Lead color key artist)
- 2008: Horton hört ein Hu! (Horton Hears a Who!) (Lead color design)
- 2010: Toy Story 3 (Artdirector)
- 2011: Cars (Synchronsprecher)
- 2011: Sketchtravel (Kurzfilm, Co-Regisseur, Drehbuchautor, Produzent und Animator)
- 2013: Die Monster Uni (Monsters University) (Artdirector)
- 2014: The Dam Keeper (Kurzfilm, Co-Regisseur und Drehbuchautor)
- 2016: Moom (Co-Regisseur)
- 2022: Oni: Die Geschichte der Donnergöttin (Oni: Thunder God's Tale) (Regisseur, Drehbuchautor)